# Phylloxera punctata
Phylloxera punctata är en insektsart. Phylloxera punctata ingår i släktet Phylloxera och familjen dvärgbladlöss. Inga underarter finns listade i Catalogue of Life.